# Circondario di Weißenburg-Gunzenhausen
Il circondario di Weißenburg-Gunzenhausen è uno dei circondari dello stato tedesco della Baviera.
Fa parte del distretto governativo della Media Franconia.

## Storia
Il distretto è stato costituita nel 1972 dalla fusione del distretto di Gunzenhausen, Weißenburg, e il quartiere urbano in precedenza indipendente Weißenburg.

## Città e comuni
(Abitanti al 31 dicembre 2023)
| Comuni del circondario | Città 1. Ellingen¹ (4 045) 2. Gunzenhausen (17 237) 3. Pappenheim (3 951) 4. Treuchtlingen (13 181) 5. Weißenburg i.Bay., Große Kreisstadt (18 931) ¹ amministrato da una Verwaltungsgemeinschaft Comuni mercato 1. Absberg (1 462) 2. Gnotzheim (828) 3. Heidenheim (2 580) 4. Markt Berolzheim (1 320) 5. Nennslingen (1 458) 6. Pleinfeld (7 752) | Comuni 1. Alesheim (965) 2. Bergen (1 197) 3. Burgsalach (1 173) 4. Dittenheim (1 924) 5. Ettenstatt (864) 6. Haundorf (2 883) 7. Höttingen (1 120) 8. Langenaltheim (2 315) 9. Meinheim (857) 10. Muhr am See (2 497) 11. Pfofeld (1 626) 12. Polsingen (1 809) 13. Raitenbuch (1 236) 14. Solnhofen (1 741) 15. Theilenhofen (1 172) 16. Westheim (1 152) |